# La Robla
La Robla é um município da Espanha na província de León, comunidade autónoma de Castela e Leão, de área 93,7 km² com população de 4932 habitantes (2004) e densidade populacional de 56,06 hab/km².

## Demografia
| Variação demográfica do município entre 1991 e 2004 | Variação demográfica do município entre 1991 e 2004 | Variação demográfica do município entre 1991 e 2004 | Variação demográfica do município entre 1991 e 2004 |
| --------------------------------------------------- | --------------------------------------------------- | --------------------------------------------------- | --------------------------------------------------- |
| 1991                                                | 1996                                                | 2001                                                | 2004                                                |
| 5487                                                | 5227                                                | 4829                                                | 4739                                                |